# Torsåkers kyrka, Ångermanland
Torsåkers kyrka är en kyrkobyggnad som tillhör Torsåkers församling i Härnösands stift. Kyrkan ligger vid kyrkbyn Torsåker i Kramfors kommun. 

## Kyrkobyggnaden
Ursprungliga kyrkan uppfördes på 1200-talet och bestod då av ett långhus med ett lägre rakt avslutat kor i öster. Under 1400-talet förlängdes kyrkan åt väster och koret vidgades till samma bredd som långhuset. I kyrkorummet byggdes två stjärnvalv av tegel. Därefter försågs väggar och valv med kalkmålningar. På 1600-talet utvidgades fönstren.
1793 sänktes yttertaket, ett fönster togs upp i norra väggen och kyrkorummets målningar överkalkades. År 1815 byggdes ett nytt tak, dock var det ett nästan exakt likadant som det föregångna. 1930 togs kalkmålningarna åter fram. Detta år infördes elektricitet i kyrkan och man installerade då element. År 1930 renoverade man även kyrkans exteriöroch byggde en mur runt kyrkogården. 1856 återfick kyrkan sin medeltida branta takresning. Efter häxbränningen som ägde rum i Torsåker revs det mesta av inredningen ut och man köpte nytt, detta efter år 1675.
Innan kyrkan byggdes var detta en viktig handelsplats för vikingarna, älven låg nära och det var god jord att bruka. När kristendomen kom till Sverige valde man därför att bygga kyrkan just här, men socknen fick sitt namn efter asaguden Tor.  Idag finns också en nyare kyrkogård 500m nedanför kyrkan i östlig riktning, där även en minneslund ligger.

## Klocktornet
Det nuvarande klocktornet byggdes under 1600-talet, då man var tvungen att riva det gamla, eftersom det lutade alltför mycket. I folkmun kallades tornet för "Lutande tornet i Pisa". Det var tänkt att det nya klocktornet skulle byggas i anslutning till kyrkan i väst och det göts en grund för tornet där. Men istället bytte man plats för kyrkans entré och kyrkobesökarna fick då en gjuten stenplatta utanför ingången och klocktornet byggdes ungefär 10 meter längre bort som en egen byggnad.

## Häxprocessen
År 1675 ägde häxprocessen i Torsåker rum. Torsåker kyrka stod som rättegångssal när prästen Laurentius Christophori Hornaeus dömde 71 kvinnor, barn och även män för häxeri. De dömda tog sin sista nattvard i Torsåker kyrka innan de fördes till det så kallade Häxberget där de halshöggs och sedan brändes på bål. Det bör dock tilläggas att det var världsliga domstolar eller statliga kommissioner som utdömde dödsstraffen. Denna makt tillkom inte prästerna, som dock hade en viktig roll som vittnen vid rättegångarna.

## Kyrkan idag
Kyrkan används en gång i månaden till söndagsgudstjänst men kyrkan är väldigt populär till bröllop, dop och begravningar. Det sker ungefär 60 kyrkliga ceremonier varje år i kyrkan. Den är också ett populärt turistmål speciellt för de som har anknytning till häxbränningen men även för allmänheten i närområdet.
Kyrkan idag behöver mycket resurser från Härnösands stift för restaurering, man är därför tvungen att ansöka om bidrag ofta.

## Inventarier
- En madonnaskulptur är från senare delen av 1200-talet.
- Ett triumfkrucifix är från senmedeltiden.
- Predikstolen i rokoko med utbuktad korg är tillverkad 1773 av Johan Edler den äldre. Eric Hofverberg har målat och förgyllt predikstolen.
- Dopfunten är tillverkad av Johan Edler den äldre och består av en putto som bär upp en bricka.
- Läktare och altarring är snickrade på 1780-talet av Johan Silfverberg.
- Kyrkbänkarna är från tidigt 1700-tal
- Den nuvarande orgeln byggdes år 1930 av firman E. A. Setterquist och Son, Örebro. Den omdisponerades år 1942 av samma firma. Orgeln har följande disposition:

| Man I.        | Man II.       | Pedal                     |
| ------------- | ------------- | ------------------------- |
| Principal 8   | Rörflöjt 8    | Subbas 16                 |
| Flûte harm. 8 | Salicional 8  | Koralbas 4 (transmission) |
| Oktava 4      | Gemshorn 4    |                           |
| Täckflöjt 4   | Nasard 2 2/3  |                           |
| Oktava 2      | Flageolette 2 |                           |
| Mixtur III-IV |               |                           |
| Trumpet 8     |               |                           |